# مقاطعة سرعين
مقاطعة سرعين (بالفارسية: شهرستان سرعین) هي إحدى مقاطعات محافظة أردبيل في إيران. كان عدد سكان المقاطعة سنة 2006 حوالي 17,197 نسمة.